# Taranaki Rugby Football Union
Taranaki Rugby Football Union è l'organo di governo del rugby a 15 nella regione della Nuova Zelanda di Taranaki. È la provincia rugbistica neozelandese di più recente costituzione essendo stata fondata nel 2006 dalla fusione delle precedenti unions di Nelson e di Marlborough.

Logo dei Taranaki Bulls

I Taranaki Bulls, la squadra maschile della provincia, partecipano alla prima divisione del campionato nazionale, il National Provincial Championship, che hanno vinto per la prima e unica volta nel 2014 (all'epoca denominata ITM Cup). In precedenza hanno vinto diverse edizioni del campionato di seconda divisione NPC.
La provincia afferisce alla franchise professionistica di Super Rugby dei Chiefs dal 2013, mentre in precedenza afferiva agli Hurricanes.
I Bulls disputano i loro incontri interni al Yarrow Stadium di Westown, sobborgo di New Plymouth.

## Palmarès
- National Provincial Championship: 1
2014